# Askalu Menkerios
Askalu Menkerios est une personnalité politique érythréenne. 
En 1974, Askaly Menkerios quitte l'université et rejoint le front populaire pour la démocratie et la justice.
En 2009, elle est nommée ministre du tourisme. En 2022, elle occupe toujours ce poste.